# 東京スタジアム (多目的スタジアム)
東京スタジアム（とうきょうスタジアム）は、東京都調布市にある多目的スタジアム。設立当初は主に球技場として使用されていたが、陸上競技場も有する。施設は東京都が所有し、東京都と京王電鉄などが出資する第三セクターの株式会社東京スタジアムが指定管理者として運営管理を行っている。
日本プロサッカーリーグ（Jリーグ）所属のFC東京と東京ヴェルディ1969の2クラブがホームスタジアムとして使用している。
2003年3月1日から味の素が命名権を取得しており「味の素スタジアム」（あじのもとスタジアム、略称「味スタ」）の呼称を用いている（後述）。

## 施設概要
1973年（昭和48年）に在日米軍から返還された東京調布飛行場（関東村）の跡地の一角に整備された多目的スタジアムで、2001年3月10日に行われた2001年J1開幕節・FC東京対東京V（東京ダービー）でこけら落としとなった。元々は2013年に開催される第68回国民体育大会（スポーツ祭東京2013）の主会場となることを想定して陸上競技場として設計されたが、補助グラウンドの整備が遅れ、日本陸上競技連盟（日本陸連）第1種陸上競技場の公認を得られないため、開場以来しばらくはサッカー・ラグビーなど球技専用の競技場として利用された。2012年に全天候型トラックの整備が行われ、同年4月に行われた国体の運営リハーサルを兼ねた「東京選手権」から陸上トラックの利用が開始された。2013年には同じく国体運営リハーサルを兼ねた「第97回日本陸上競技選手権大会」（兼2013年世界陸上競技選手権大会モスクワ大会日本代表選考会 6月7-9日）の会場として使用されたが、陸上競技場としての仕様は限定的となっている（後述）。
2002 FIFAワールドカップでは試合会場そのものとしては使用されなかったものの、サウジアラビア代表の練習場として使用された。また、FIFAワールドカップ・オフィシャルコンサートの開催地となり「INTERNATIONAL DAY」「KOREA/JAPAN DAY」と銘打ち、2日間のコンサートが行われた。
スポーツ以外にも野外コンサートやフリーマーケット、自動車メーカーの展示会など各種イベントの会場として使用されている。また、テレビドラマ・コマーシャルの撮影にも使用されており、特に「仮面ライダーシリーズ」「スーパー戦隊シリーズ」「相棒」など、東映が製作する作品では外観・スタンド・ピッチ・運営諸室を様々な設定でロケーションに多用している。
2011年には平日夜に施設コンコースなどを使用し活動する味の素スタジアム・ランナーズクラブが発足し、2013年からは調布市市民駅伝大会のメイン会場となった。
2011年3月11日に発生した東日本大震災では、東京都が被災者の避難場所として当施設を指定し、65世帯・約170人の被災者を約3か月間受け入れた。

### 立地
関東村住宅地区跡地の南端に位置しており、南には国道20号（甲州街道）及び京王線、北側には調布飛行場と調布基地跡地運動広場、北東は武蔵野の森公園（南地区）、北西は東京外国語大学、警察大学校を挟んだ反対側に西武多摩川線が走る。ちなみに、スタジアム敷地と国道20号が接する付近には、1964年東京オリンピックの際にマラソン競技の折り返し点となった地点がある。この国道20号線を越えるペデストリアンデッキと一体化したメインゲートを含め、入口が計8か所用意されている。
グラウンド面は掘り下げられて周囲の地平面より低くなっているが、これはスタンドや屋根などを隣接する調布飛行場の制限表面以下に下げるためである。

### スタンド
スタンドは上層（20,600席）、下層（29,370席）の2層からなっており、合計49,970席を擁する。各層とも便宜的にメイン・バック・南サイド・北サイドと区分されているが、構造上は一体化している。スタンド外周には、下層スタンド最上段に直結した開放型のコンコースが設置され、特に制限を設けない限りはコンコースを経由してスタジアムを1周できる。またコンコースから上層スタンドへは、計20ヶ所の階段を用いる。
上層スタンドのほぼ全体と下層スタンドの上段は、屋根で覆われている。屋根の素材は、メインスタンド及びバックスタンド部分が半透過のテフロン素材であるが、南北両サイドスタンド部分には全透過のポリカーボネート板を採用し、天然芝への日照を確保している。メインスタンドには、ペアシート・招待席・記者席に加え、VIP室・特別観覧室・放送ブース・レセプションホールなどの施設がある。大型映像装置は、南北両サイドスタンドに2001年開場から2011年までパナソニック製のアストロビジョンが設置されていたが、2012年3月からは三菱電機製のオーロラビジョンに変更となっている。また、2019年よりメインスタンド側とバックスタンド側に縦0.96m×横230.6mのリボンビジョンが設置されている。
スタンドの外側は周回車路となっており、それに沿う形で、ほぼ1周が駐車場となっている。バックスタンド下には東京都教育庁調布庁舎があり、体育館もある。正面のエントランスは、地下と1階の2層に分かれており、1階エントランス横には防災センターが存在する。

### グラウンド
107m×71mの天然芝フィールドの周囲に400m×9レーンの全天候型舗装トラックを有する。
トラック整備が開始されたのは開場から10年が経過した2011年のことで、これは日本陸連の第1種公認を得るために必要な第3種陸上競技場の整備が遅れたためであった（後述）。トラック整備に当たっては、まず天然芝の周囲に固定して敷設されていた人工芝を脱着式に改修し、2012年に東京都内では国立霞ヶ丘競技場陸上競技場についで2箇所目となる日本陸連第1種公認の陸上競技用トラック（1周400m・直線100m9レーン、国際陸上競技連盟〈IAAF〉クラス2取得予定）の敷設が行われた。
陸上トラックが整備された後も陸上競技場として使用される機会が少なく、普段は陸上トラックの上に人工芝を敷き詰めている。陸上競技場として使用する場合はトラックに敷いている人工芝をはがすのに少なくとも3日間程度（その逆も同じ）の時間と、人件費がかかるという理由があるため、陸上競技大会を実施する場合には利用料が安い西競技場を使う傾向にあるという。調布市は東京新聞の取材に対し「メインスタジアムは割高になるので、市レベルの大会はサブグランド（西競技場）で十分」とする一方、東京都陸上競技協会は「国際大会を行える競技場なので、陸上競技場としても使いやすくしてほしい」としている。
その後当競技場は2017年2月28日限りで日本陸連第1種公認が満了となっているため陸上競技の公認競技会は開催できないが、国立競技場の利活用議論の中で、2020年東京オリンピック・東京パラリンピック終了後に同競技場から陸上競技用トラックを撤去し球技専用スタジアムに改修する構想があり、その場合に当競技場の第1種公認を復活させるための再整備を行う案が報じられている。

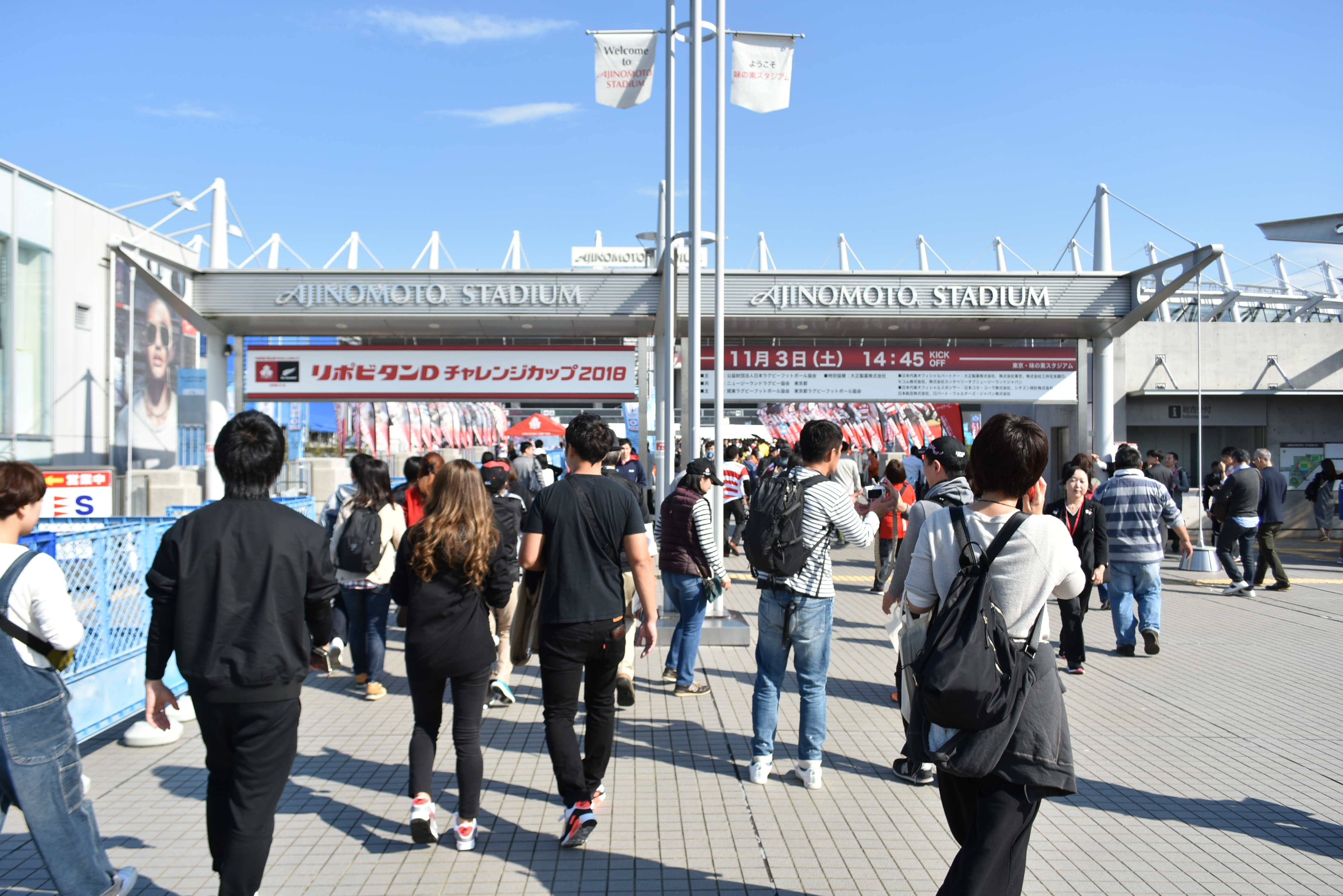
メインゲート（2018年11月3日撮影）
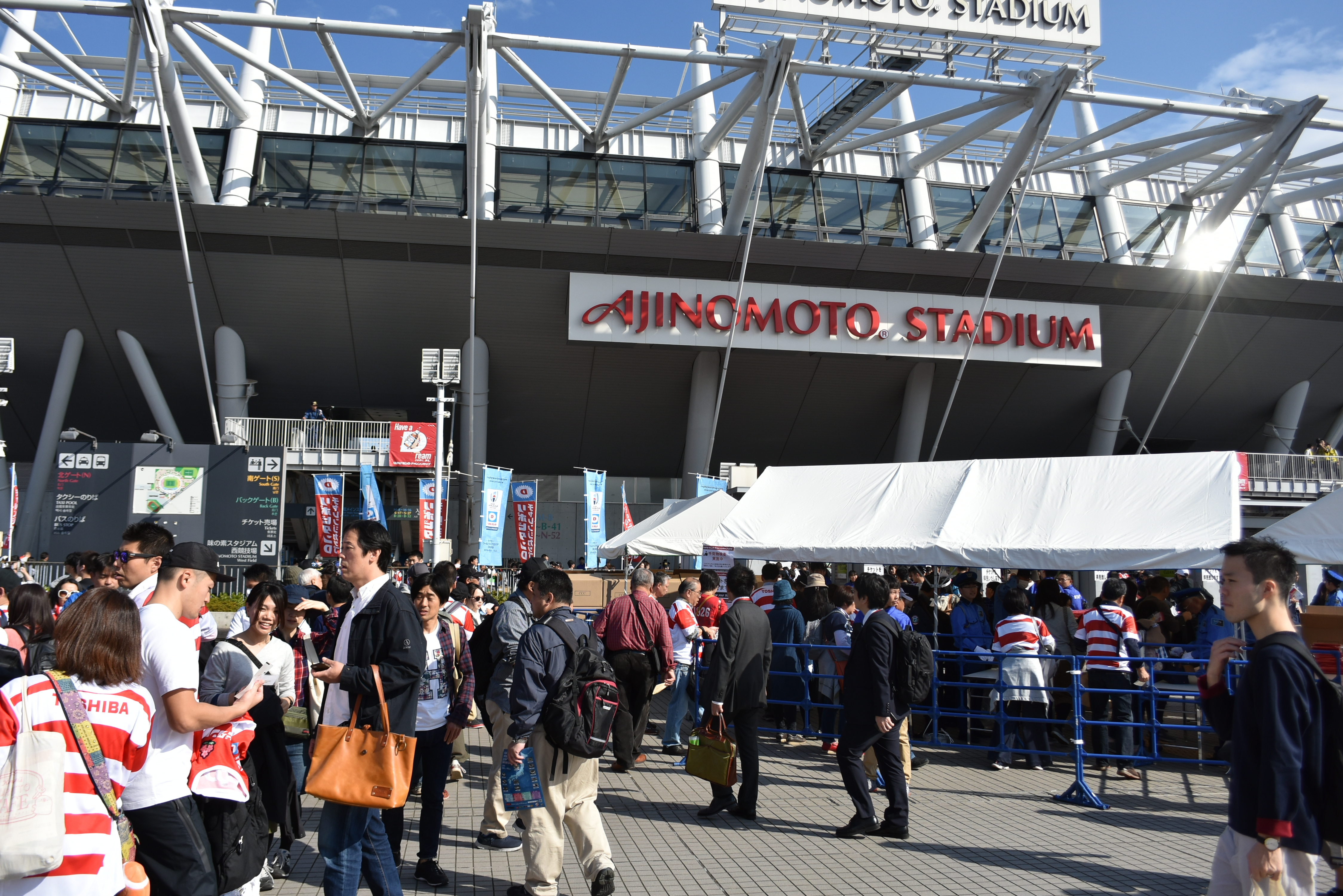
東京スタジアム正面入口（2018年11月3日撮影）
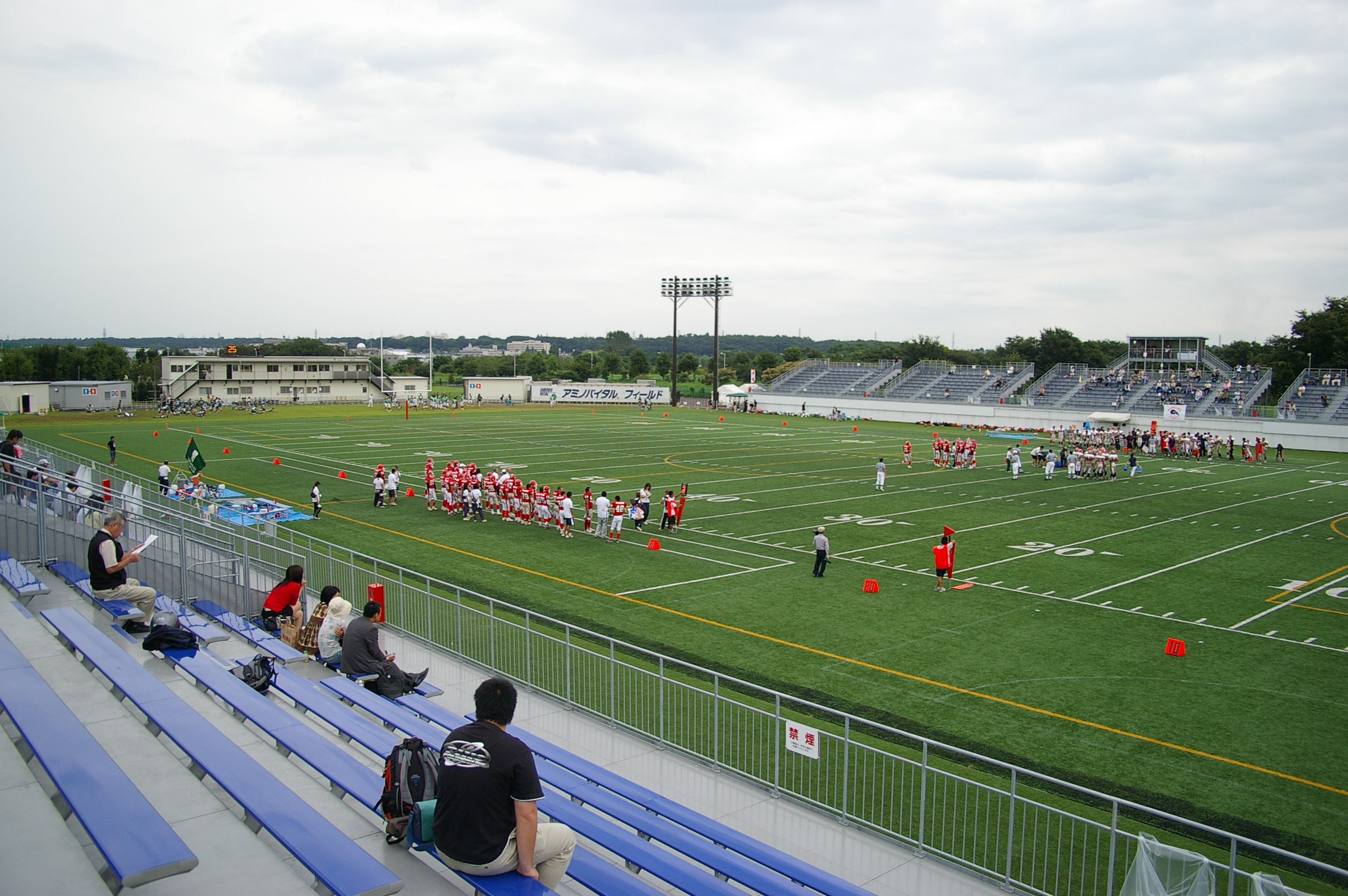
アミノバイタルフィールド

### 補助グラウンド
メインスタジアムの東側に2001年開場。命名権により「アミノバイタルフィールド」と呼称されている。
元々は日本陸連第3種公認陸上競技場として整備予定であったが、用地確保が困難となったことから球技専用となり、現在はアメリカンフットボール競技場としての使用を念頭に全面人工芝の球技場となっている。
2019年11月より、ACミランアカデミー東京のメイングラウンドとなっている。

### 西競技場
AGFフィールドと称する。味の素スタジアム西側に、2012年4月1日に開設された陸上競技場である。
- 日本陸上競技連盟第3種公認
- トラック：400m×8レーン（全天候型舗装）
- フィールド：106m×69m（天然芝）
- 観客席：メインスタンド約800席、バックスタンド芝生席あり
- 照明：4基
- メインスタンド棟には南北にそれぞれ更衣室と大会本部を設置可能な会議室・ダッグアウトが設置されている。

天然芝のピッチを有し、適度な観客席数であることから日本フットボールリーグや関東大学サッカーリーグ、日本女子サッカーリーグ、関東サッカーリーグなどで使用されており、2012年度から日テレ・ベレーザ、スフィーダ世田谷FCなどが試合を開催している。2019年には2020年東京オリンピックの近代五種競技リハーサル大会近代五種ワールドカップファイナルのフェンシングボーナスラウンド、障害飛越とレーザーランが行われた。
2003年の味の素株式会社による命名権取得により「味の素スタジアム西競技場」の名称が与えられ、「味スタ西」の略称が用いられていた。後に国立西が丘サッカー場（東京都北区）も味の素が命名権を取得し「味の素フィールド西が丘」の名称を用いることとなり、こちらの略称が「味フィ西」となったことで紛らわしくなったため、味フィ西（西が丘）を所管する国立スポーツ科学センターが来場者に注意喚起をしていた。なお、本競技場の名称は2018年10月の命名権契約更新の際に、2019年3月以降の命名権名称を子会社の味の素AGFに移譲し「AGFフィールド」とすることになった。
2012年度グッドデザイン賞受賞。

### その他付属施設
- 「ポケットガーデン」（飲食店を擁するフードコート）
- フットサル用施設（ミズノフットサルプラザ調布、同味の素スタジアムとして運営）
- 多目的広場「あじペン広場」（スタジアム北側、2022年3月までは「おにぎり丸広場」、それ以前の2019年6月までは「ブレンディ広場」と称していた[注 4]）[19]
  - イベント時には臨時バス乗り場が設置され、シャトルバスが運行される場合がある。同広場にはバイク用駐車場も設置される。
- 多目的広場「アジパンダ広場」（スタジアム南側、2013年2月までは「カルピス広場」と称していた[注 5]）
- 商業施設ビル
  - ユーロスポーツ味の素スタジアム店が入居。FC東京や東京ヴェルディの公認グッズも販売している。
- 駐車場（本体下に普通乗用車400台、北側に同440台が駐車可能）

### その他
メインスタジアムと西競技場の間の空間はスポーツ祭東京2013のイベントスペース「ゆりーと広場」として使用されていたが、大会終了後に屋内競技場の整備が行われ「武蔵野の森総合スポーツプラザ」として2017年11月25日に完成した。
2020年東京オリンピック・パラリンピックではメインスタジアムが7人制ラグビーと近代五種、サッカーの試合会場として使われるため、またラグビーワールドカップ2019の東京都内での会場にも選ばれた（完成が遅れた国立競技場の代替）ことから、2019年春から2020年初夏にかけて、老朽化した箇所の改修を行っている。具体的には車いす席の増設や、2階席最前列のリボンビジョンの設置（前述）、特別観覧室増設や音響設備の改良、デジタルサイネージの増設、天然芝ピッチのハイブリッド芝への張り替えなどの工事が行われた。

## 沿革
- 1974年（昭和49年） - 関東村がアメリカ軍から日本政府に全面返還される。
- 1982年（昭和57年） - 東京都の長期計画に「武蔵野の森総合スポーツ施設の建設」が盛り込まれる。
- 1993年（平成5年）12月21日 - 東京都総務局長の諮問機関として、武蔵野の森競技場建設検討委員会が設置される。
- 1994年（平成6年）8月31日 - 東京都・周辺市町村・金融機関等の民間企業の53団体が出資して、総合陸上競技場の建設・運営を目的とする第三セクターの武蔵野の森スタジアム株式会社を設立。
- 1998年（平成10年）
  - 3月31日 - 民間事業者の能力の活用による指定施設の整備の促進に関する臨時措置法（民活法）の17号施設（特定大規模スタジアム）として、同法の事業認定を受ける。
  - 11月20日 - それまで仮称として「武蔵野の森スタジアム」と呼んでいた競技場の正式名称を「東京スタジアム」と決定。同時に、運営会社の商号を、武蔵野の森スタジアム株式会社から株式会社東京スタジアムに変更。
- 1999年（平成11年）4月5日 - 株式会社東京スタジアムの本社所在地が東京都新宿区から競技場のある東京都調布市へ移転。
- 2000年（平成12年）10月11日 - 東京スタジアムの建設工事が竣工。
- 2001年（平成13年）3月10日 - 東京スタジアム開業。
- 2003年（平成15年）3月1日 - 味の素株式会社との命名権契約に伴い、競技場の名称を「味の素スタジアム」に変更。
- 2009年（平成21年） - 2008年（平成20年）5月になされたFC東京の抗議（試合直前のコンサート誘致で芝が荒れた）を受けて[23]、天然芝を全面改修。
- 2010年（平成22年）2月 - 東アジアサッカー選手権を国立競技場と共に開催。
- 2012年（平成24年）
  - 3月 - 日本陸上競技連盟第1種公認陸上競技施設完成。
  - 4月 - 陸上用の補助トラックとなる東京スタジアム西競技場（味の素スタジアム西競技場 第3種公認陸上競技施設）完成。
「第68回国民体育大会・スポーツ祭東京2013」のリハーサルを兼ねた「第75回陸上競技・東京選手権大会」が陸上競技場としてのこけら落としとなった。
- 2013年（平成25年） 
  - 第97回日本陸上競技選手権大会を開催。
  - 第68回国民体育大会（スポーツ祭東京2013）を開催。メイン会場・陸上競技会場として使用。
  - 10月30日 - 味の素株式会社と命名権契約更新で合意。期間は2014年3月1日から5年間。
  - 12月16日 - 武蔵野の森公園総合スポーツ施設（仮）の工事竣工に伴い、西側駐車場を閉鎖。代替駐車場として北側駐車場を開設。
- 2014年（平成26年） - 平成26年度全国高等学校総合体育大会（煌（きら）めく青春 南関東総体2014）の総合開会式会場として使用。
- 2016年（平成28年）
  - 1月1日 - 第95回天皇杯全日本サッカー選手権大会決勝を開催。
  - 6月25日 - 天覧試合（ラグビー国際試合「リポビタンDチャレンジカップ2016」日本 - スコットランドの第2戦を天皇・皇后が観戦）。
- 2017年（平成29年）
  - 3月1日 - 日本陸連第1種公認が廃止される[12]。
  - 6月24日 - ラグビー国際試合「リポビタンDチャレンジカップ2017」日本 - アイルランドの第2戦を開催。
  - 12月 - EAFF E-1フットボールチャンピオンシップ2017を千葉市蘇我球技場とともに開催。
- 2018年（平成30年）
  - 10月23日 - 味の素株式会社と4期目の命名権契約を更新。契約期間は2019年3月1日から5年間。
  - 11月3日 - ラグビー国際試合「リポビタンDチャレンジカップ2018」日本 - ニュージーランドを開催。
- 2019年（令和元年）
  - 9月〜11月 - ラグビーワールドカップ2019日本大会を開催。開会式と開幕戦の日本 - ロシア（プールA）、ニュージーランド - ナミビア（プールB）、フランス - アルゼンチン、イングランド - アルゼンチン（以上プールC）、オーストラリア - ウェールズ（プールD）、日本 - 南アフリカ、ニュージーランド - アイルランド（以上準々決勝）、ニュージーランド - ウェールズ（3位決定戦）が行われた。
- 2021年（令和3年）
  - 7月〜8月 - 2020年東京オリンピック（Tokyo 2020）において、7人制ラグビーやサッカー、近代五種の競技が行われた。

## 命名権
東京都は2002年秋、日本で初めて公共施設に命名権を導入することを決定した。食品メーカーの味の素が取得に名乗りを挙げ、翌2003年3月1日から2008年2月末までの5年間、12億円で契約に合意。東京スタジアムを「味の素スタジアム」、隣接する補助グラウンドを味の素の発売するサプリメントの名称を用いた「アミノバイタルフィールド」に呼称を変更した。
2007年11月に、東京スタジアム（運営会社）と味の素との間で、2008年3月1日から2014年2月末までの6年間、14億円で命名権契約の更新が行われる。2013年10月には、2014年3月1日から2019年2月末までの5年間、10億円で再び契約を更新した。2018年10月に、2019年3月1日から2024年2月末までの5年間、11億5千万円で4期目の契約を更新し、2003年から数えて合計21年間の契約期間となった。また、味の素スタジアム西競技場の命名も2019年3月から子会社（味の素AGF）の名称を使用した「AGFフィールド」に改称される。2024年1月に、2024年3月1日から2029年2月末までの5年間、10億5千万円で5期目の契約を更新、契約期間合計26年となった。
命名権取得後も、国際サッカー連盟（FIFA）や国際オリンピック委員会（IOC）などが主催し、「クリーンスタジアム」規定を導入している大会の場合、正式名称の「東京スタジアム」を使用する例がみられる。例としては以下の大会が挙げられる。
- 東アジアサッカー選手権2010
  - なおEAFF E-1サッカー選手権2017（男子決勝ラウンド）については、味の素が公式サポーターとなっており、スタジアム名も命名権を適用した「味の素スタジアム」の名称が用いられた[28][注 6]。
- AFCチャンピオンズリーグ2012[29][30]
- キリンチャレンジカップ2017[31]
- ラグビーワールドカップ2019[32]
- 2020年東京オリンピック（サッカー・近代五種・ラグビーの会場として利用）[33]

ただし、クリーンスタジアム規定が用いられた場合でも、当スタジアム目の前にある味の素スタジアム前交差点や最寄り駅の京王線飛田給駅の副駅名である「味の素スタジアム前」の名称は変更されず、そのままである。

## 交通

### 鉄道
- 京王線飛田給駅から徒歩約5分（約500m）
  - イベント開催時には、京王ライナーを除く京王線の急行系列車（特急、急行）が臨時停車する場合がある。イベントによっては同駅始発の新宿行き臨時特急・急行列車も運行される（2008年の「a-nation '08」など）。
- 西武多摩川線多磨駅から徒歩約20分

### バス
- 京王線調布駅北口および西武多摩川線多磨駅から京王バス東「調33」「飛01」系統で「味の素スタジアム入口」「味の素スタジアム南口」バス停下車すぐ。
- 京王線調布駅北口およびJR中央線武蔵小金井駅南口から京王バス中央「武91」系統で「萩の原住宅」「浄水場」バス停下車、徒歩約6分（約500m）。
- 京王線調布駅北口、JR中央線・西武多摩川線武蔵境駅南口および小田急小田原線狛江駅北口から小田急バス「境91」系統で「萩の原住宅」「浄水場」バス停下車、徒歩約6分（約500m）。
  - イベント開催時には京王バス東・小田急バスが吉祥寺駅（JR中央線・京王井の頭線）、三鷹駅（JR中央線）、武蔵境駅、狛江駅、武蔵小金井駅、調布駅、多磨駅の各駅間とシャトルバスが運行されることがある。
  - Jリーグ公式戦開催時には、スタジアムから新宿駅までの直通バスが運行される（試合終了後のみ、事前販売・定員制）

### 自動車・自転車
- 中央自動車道 調布インターチェンジから国道20号（甲州街道）経由
  - 収容人員に比べて駐車場は少なく、関係者駐車場として割り当てられることが多いため、原則として公共交通機関での利用を呼びかけている。
- スタジアムの南側広場などには2,000台以上の駐輪場が整備され、FC東京では自転車での来場を呼びかけている。また、バイクでの来場者にもスタジアムの隣接地（北側のバックスタンド裏）や北側駐車場付近に駐輪場が整備されている。

### 航空機
- 調布飛行場旅客ターミナルから約1.7 km。
- 羽田空港・成田空港からは調布駅行きのリムジンバス乗り換えを推奨している。

## ホームスタジアム
東京スタジアムをホームスタジアムとしているフットボールクラブは以下の4チームである。
- FC東京 - サッカー
- 東京ヴェルディ - サッカー
- 東芝ブレイブルーパス東京 - ラグビー
- 東京サントリーサンゴリアス - ラグビー

## 音楽ライブ
2001年の開場以来、アーティストによるコンサートを積極的に受け入れ、2002年の「FIFAワールドカップ・オフィシャルコンサート」を含めた、多くの音楽イベントが開催されている。コンサートを開催すると、スタンドが満員となる5万人を集客する場合もある。また、観客席を「アリーナ」と多く称される陸上トラック予定地（人工芝）やピッチ（天然芝）の上に設けて、それ以上の観衆を動員することが可能で、歩合制で入場者に応じた額を受け取るスタジアム運営会社の「東京スタジアム」の経営には欠かせないものとなっている。一方音楽業界にとっても、国立競技場が周辺住民への騒音問題のために音楽イベントの開催にほとんど応じない事情もあって、同スタジアムは貴重な都内の大型イベント会場として重用されている。

### ライブを行ったイベント名と参加アーティスト
- 『FIFAワールドカップ・オフィシャルコンサート』International Day
  - エアロスミス[34]
  - B'z[34]（2015年、2018年、2023年にも単独ライブを開催）
  - 鼓童
- 『FIFAワールドカップ・オフィシャルコンサート』KOREA/JAPAN Day
  - 平井堅
  - ゴスペラーズ
  - Voices of KOREA/JAPAN
  - 倉木麻衣
  - ローリン・ヒル
  - T-SQUARE
- SMAP
- GLAY（杮落し公演を行った）
- 氷室京介（GLAYとのジョイントライブ "SWING ADDICTION"）
- 矢沢永吉（2002年9月14日、デビュー30周年記念公演「THE DAY」）
- 浜崎あゆみ（女性アーティストの単独ライブとしては初）
- さだまさし
- 『a-nation』（2005年から毎年開催）
- hide memorial summit（X JAPANやLUNA SEAが出演）
- EXILE
- コブクロ
- L'Arc〜en〜Ciel
- DREAMS COME TRUE
- 関ジャニ∞
- AKB48グループ（2014年・『AKB48 37thシングル 選抜総選挙』開票イベント、大島優子卒業コンサートも含む）
- ももいろクローバーZ
- NEWS
- TWICE（韓国ガールズグループ初の単独スタジアム公演）
- NCT（2023年9月16日〜17日、NCT STADIUM LIVE ‘NCT NATION : To The World-in JAPAN’）
- ONE OK ROCK
- 乃木坂46（2025年5月17日・18日『乃木坂46 13th YEAR BIRTHDAY LIVE』）